# Didymiandrum
Didymiandrum es un género de plantas herbáceas con tres especies pertenecientes a la familia de las ciperáceas.
Está considerado un sinónimo de otros géneros.

## Especies
- Didymiandrum flexifolium Gilly = Everardia flexifolia (Gilly) T.Koyama & Maguire
- Didymiandrum guaiquinimae Schnee = Lagenocarpus stellatus (Boeckeler) Kuntze
- Didymiandrum stellatum (Boeckeler) Gilly = Lagenocarpus stellatus (Boeckeler) Kuntze